# Больница Раухфуса
Детский городской многопрофильный клинический центр высоких медицинских технологий им. К. А. Раухфуса — первая детская больница в Санкт-Петербурге. Расположена по адресу Лиговский пр., 8, занимая квартал между Лиговским и Греческим проспектами и 2-й и 4-й Советскими улицами. Амбулаторно-консультативное отделение больницы находится по адресу Суворовский пр., 4.

## История

### XIX век
- 30 сентября 1867 года — закладка больницы, для её строительства были привлечены личные средства принца Ольденбургского и некоторых благотворительных фондов, инициатива по созданию больницы была подана К. А. Раухфусом, а здание спроектировано архитектором Ц. А. Кавосом
- 30 сентября 1869 года — открытие больницы, рескриптом Александра II ей было дано наименование «Детская больница принца Петра Ольденбургского»
- 1876 год — план здания и образцы оборудования представлены на Международной выставке в Брюсселе. Ведомству императрицы Марии Фёдоровны присвоен «Почетный диплом за лучшую детскую больницу».
- 1878 год — Всемирная выставка в Париже, больницу удостоили Большой золотой медали, проект взят за эталон при строительстве других детских больниц в России.

### XX век
- 1918 год — больница переименована в «Детскую больницу им. К. А. Раухфуса»
- Март 1922 года — ликвидирована Петропавловская церковь
- 1925 год — впервые в отечественной практике в больнице открыто ЛОР-отделение
- 1926 год — впервые в отечественной практике в больнице открыто неврологическое отделение[1]
- 1941—1945 года — в годы Великой Отечественной войны в больнице лечили детей с алиментарной дистрофией, пневмониями, ожогами, ранениями

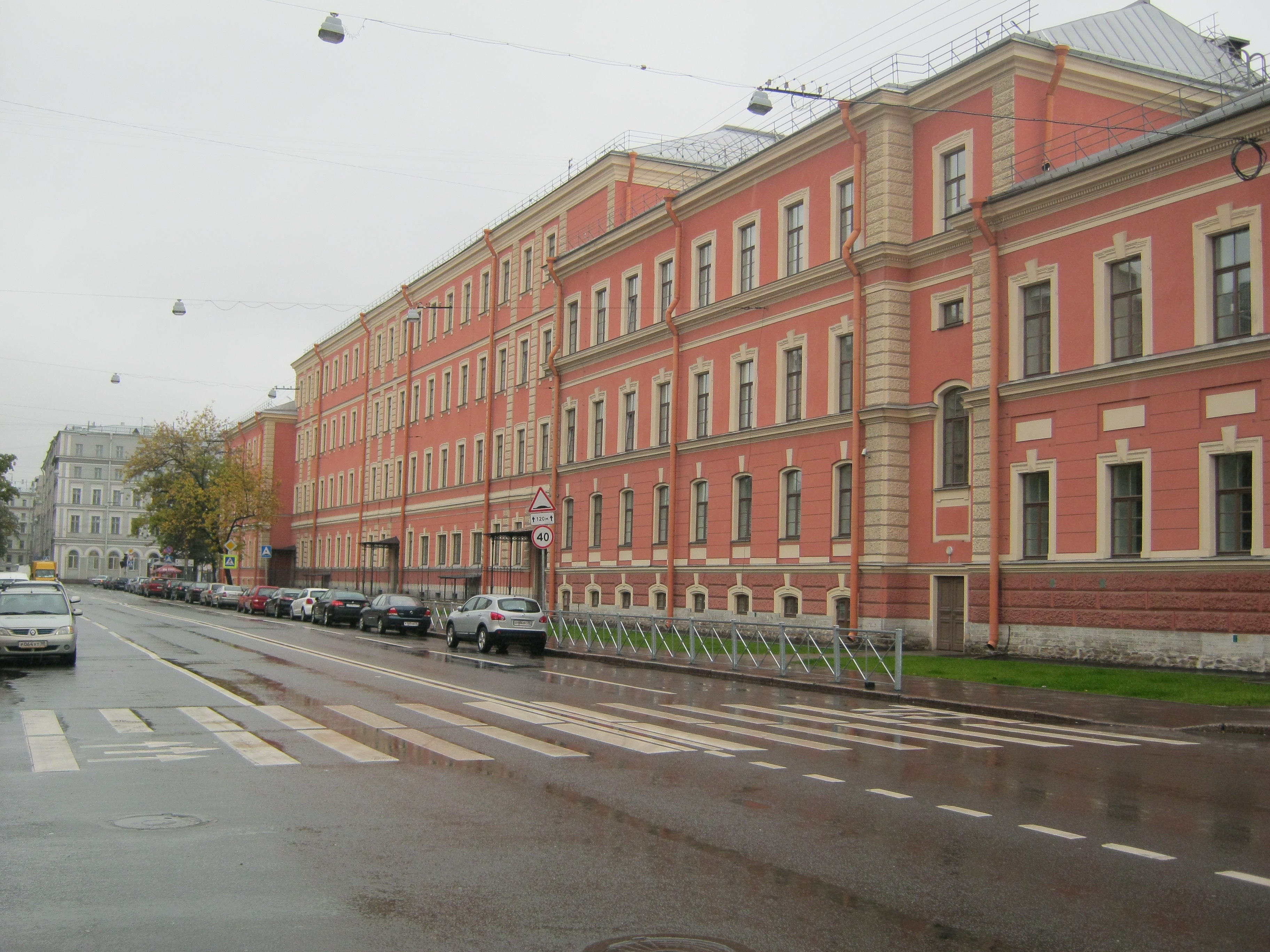
Вид на больницу со стороны Греческого проспекта и главного входа

'

### XXI век
- 20 июля 2007 года — больница закрыта на реконструкцию[2]
- 30 октября 2010 года больница открыта спустя более чем три года после начала реконструкции[3].
- 2018 год — больница переименована в «Детский городской многопрофильный клинический центр высоких медицинских технологий им. К. А. Раухфуса»

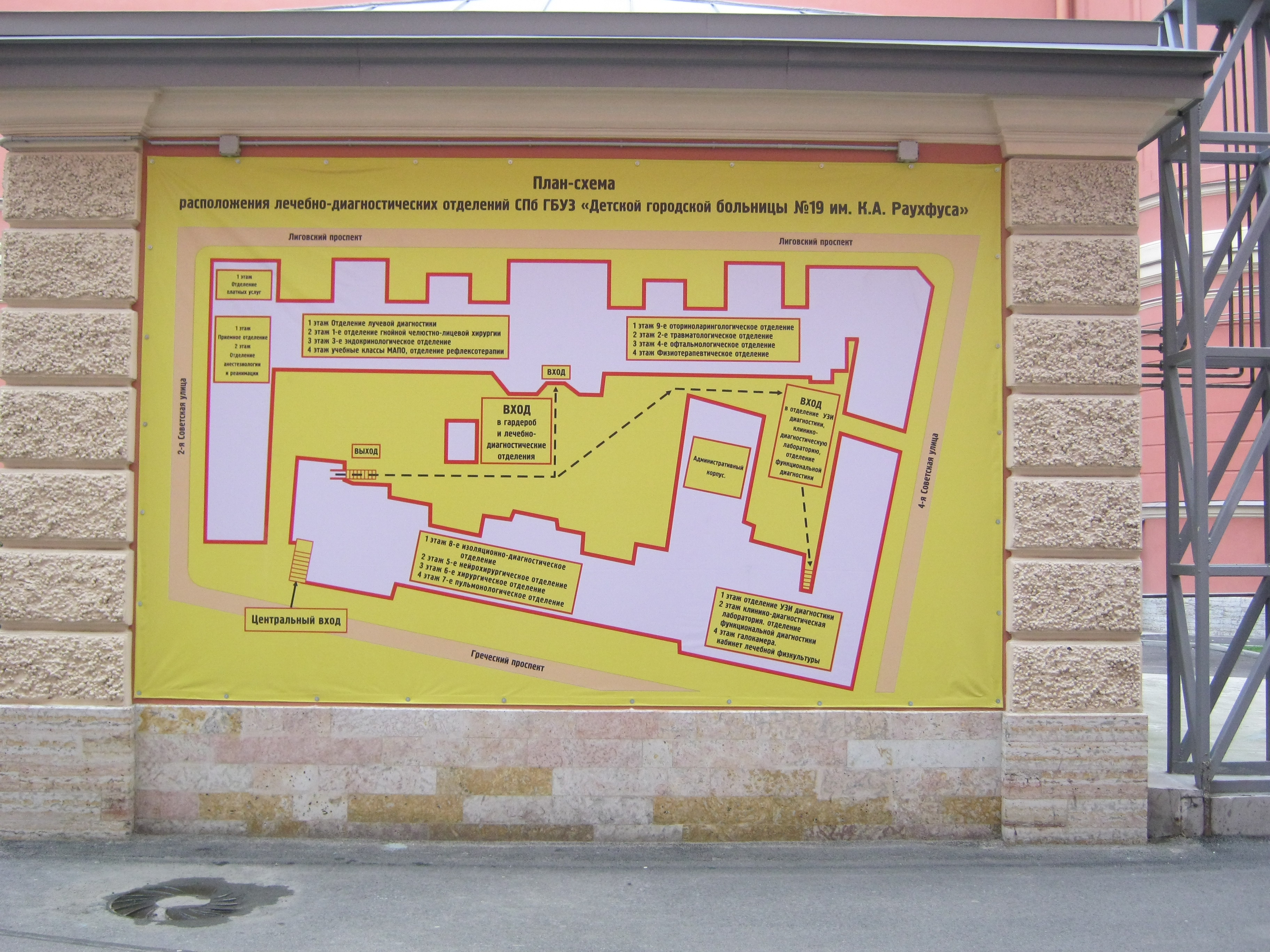
Карта расположения больничных корпусов

## Архитектура
Территория здания больницы представляет собой периметральную застройку с просторными и светлыми палатами.
В больнице установлена мемориальная доска в честь основания и открытия больницы с именами принца Ольденбургского, К. А. Раухфуса и одной из первых русских женщин-врачей А. Н. Шабановой: «Закладка Детской больницы Принца Петра Ольденбургского произведена в 30 день Сентября 1867 года, и открытие последовали в 30 день Сентября 1869 года»
Незадолго до окончания строительства на территории больницы принято решение построить церковь на средства купца И. И. Смирнова. Церковь апостолов Петра и Павла заняла продолговатый зал на втором-третьем этажах центрального ризалита, отделяясь раздвижной перегородкой от смежного зала, и была освящена вместе с больницей. На крыше находилась небольшая звонница, а во дворе — каменная часовня для отпеваний.

## Известные сотрудники
- Профессор Раухфус, Карл Андреевич — главный врач больницы со дня открытия и до 1908 года;
- Профессор Руссов, Александр Андреевич — главный врач больницы с 1908 по 1911 гг.;
- Доктор медицины Серк, Юлий Петрович — главный врач больницы с 1911 по 1919 гг.;
- Доктор медицины Лунин, Николай Иванович — главный врач больницы с 1919 по 1925 гг.;
- Доктор медицины Петерс, Ричард (Рихард) Александрович — старший врач больницы с 1904 по 1908 гг.;
- Доктор Шабанова, Анна Николаевна — первая в России женщина-педиатр;
- Профессор Рейтц, Владимир Николаевич фон — заведующий курсом детских болезней Клинического института Великой княгини Елены Павловны, консультант больницы;
- Профессор Медовиков, Пётр Сергеевич — в 20-е годы возглавлял терапевтическое отделение больницы;
- Профессор Абезгауз, Александр Моисеевич — заведовал соматическим отделением больницы в период с 1936 по 1940 гг.;
- Член-корреспондент Академии медицинских наук СССР, профессор Баиров, Гирей Алиевич — работал в больнице хирургом в период с 1946 по 1949 гг.